# Чемпионат Новой Зеландии по волейболу среди женщин
Чемпионат Новой Зеландии по волейболу среди женщин — ежегодное соревнование женских волейбольных команд Новой Зеландии. Проводится с 1968 года.
Организатором является ассоциация Volleyball New Zealand (VNZ), проводящая чемпионат в двух дивизионах — 1-м и 2-м.

## Формула соревнований
Чемпионат проводится в одном городе в течение нескольких дней и состоит из предварительного этапа и плей-офф. На предварительной стадии команды-участницы (12) разделены на две группы, в которых проводят однокруговые турниры. По их итогам по две лучшие команды из каждой группы выходят в плей-офф, где образуют полуфинальные пары. Победители пар выходят в финал и разыгрывают первенство, проигравшие в матче за 3-е место определяют бронзового призёра. Аналогичным образом итоговые 5-8 и 9-12 места разыгрывают команды, занявшие в группах предварительного этапа соответственно 3-4 и 5-6 места
За победы со счётом 3:0 и 3:1 команды получают по 3 очка, за победы 3:2 — по 2, за поражения 2:3 — по одному очку, за поражения 0:3 и 1:3 очки не начисляются.
Чемпионат 2024 года прошёл с 1 по 5 октября в Окленде с участием 12 команд: «Ширли Силвербэкс» (Крайстчерч), «Ист Кост Бэйс» (Окленд), «Гамильтон Хаскис» (Гамильтон), «Окленд Сентрал» (Окленд), «Харбор Рэйдерс» (Окленд), «Тауранга», «Окленд USO» (Окленд), «Ист Кост Олд Бойз» (Окленд), «Пайонир Пантерз» (Крайстчерч), «NZIS Сторм» (Веллингтон), «Нортленд Каури» (Фангареи), «Капитэл Вулвз» (Веллингтон). Чемпионский титул выиграл «Ширли Силвербэкс», победивший в финале «Ист Кост Бэйс» со счётом 3:2. 3-е место занял «Гамильтон Хаскис».

## Чемпионы
| - 1968 «Гамильтон Тичерс Колледж» Гамильтон - 1969 «Гамильтон Тичерс Колледж» Гамильтон - 1970 «Гамильтон Тичерс Колледж» Гамильтон - 1971 «Кентербери Юнивёрсити» Крайстчерч - 1972 «Окленд Файр Бридж» Окленд - 1973 «Отаго Юнивёрсити» Данидин - 1974 «Кентербери Юнивёрсити» Крайстчерч - 1975 «Нельсон» Нельсон - 1976 «Спарта» Окленд - 1977 «Спарта» Окленд - 1978 «Кентербери Юнивёрсити» Крайстчерч - 1979 «Кентербери Юнивёрсити» Крайстчерч - 1980 «Ле Кок Спортиф» Окленд - 1981 «Тауранга» Тауранга - 1982 «Кентербери Юнивёрсити» Крайстчерч - 1983 «Порируа» Порируа - 1984 «Порируа» Порируа - 1985 «Порируа» Порируа - 1986 «Спарта» Окленд - 1987 «Спарта» Окленд - 1988 «Пайонир» Крайстчерч - 1989 «Акарана» Окленд - 1990 «Акарана» Окленд - 1991 «Пайонир» Крайстчерч - 1992 «Смэш» Крайстчерч - 1993 «Смэш» Крайстчерч - 1994 «Те Пуке» Те Пуке - 1995 «Те Пуке» Те Пуке - 1996 «Смэш» Крайстчерч | - 1997 «Пайонир» Крайстчерч - 1998 «Байпак Те Пуке» Те Пуке - 1999 «Байпак Те Пуке» Те Пуке - 2000 «Байпак Те Пуке» Те Пуке - 2001 «99-ers» Нью-Плимут - 2002 «Сатара Те Пуке» Те Пуке - 2003 «Сатара Те Пуке» Те Пуке - 2004 «Сатара Те Пуке» Те Пуке - 2005 «Эзибай Мэсси» Палмерстон-Норт - 2006 «Те Пуке» Те Пуке - 2007 НЗИС Веллингтон - 2008 «Тауранга» Тауранга - 2009 «Манукау Саут Грин» Окленд - 2010 «Тауранга» Тауранга - 2011 «Манукау Саут» Окленд - 2012 «Манукау Саут» Окленд - 2013 «Тауранга» Тауранга - 2014 «Норт Харбор Рэйдерс» Окленд - 2015 «Ширли Силвербэкс» Крайстчерч - 2016 «Харбор Рэйдерс» Окленд - 2017 «Харбор Рэйдерс» Окленд - 2018 «Тауранга» Тауранга - 2019 «Харбор Рэйдерс» Окленд - 2020 чемпионат отменён - 2021 чемпионат отменён - 2022 «Ширли Силвербэкс» Крайстчерч - 2023 «Харбор Рэйдерс» Окленд - 2024 «Ширли Силвербэкс» Крайстчерч |